# 施建祥
施建祥（1964年9月27日—），中华人民共和国企业家，因涉嫌集资诈骗罪被中国政府通辑。
原户籍所在地为上海，持香港居民身份证。生于崇明县的长兴岛，有兄弟施建兴、施建忠。1995年，从印刷厂辞职下海经商。通过成为美国西方石油公司在华东地区的总代理，获得第一桶金。原快鹿集团和十方控股董事局主席。2010年代，以投资多部电影、担任电影制片人知名。2016年，快鹿集团旗下的P2P借贷网络平台出现兑付危机，事涉非法集资。4月1日，宣布辞去十方控股董事局主席、执行董事职位。4月5日，宣布辞去快鹿集团董事局主席职位。根据中国政府2018年6月发布的公告，他已于2016年3月7日外逃，目前所在地为美国。
2021年10月，施建祥被美國政府拘捕。美国司法部声明说，他在获取美国非移民签证的过程中撒谎，并用以此获取的两张签证于2016年在迈阿密国际机场进入美国。联邦大陪审团的替代起诉书指控施建祥两项欺诈和滥用美国非移民签证的罪名。

## 备注
1. 1 2 3  来源于《中央反腐败协调小组国际追逃追赃工作办公室关于部分外逃人员有关线索的公告[1]》（31.施建祥）中的信息。
2. ↑  另一个生日是9月20日。有报道提及，2015年9月20日晚，施建祥在上海虹桥宾馆庆祝他与一双儿女的共同生日[2]。